# Neivamyrmex impudens
Neivamyrmex impudens är en myrart som först beskrevs av Mann 1922.  Neivamyrmex impudens ingår i släktet Neivamyrmex och familjen myror. Inga underarter finns listade i Catalogue of Life.